# Regions Morgan Keegan Championships and The Cellular South Cup 2008
Regions Morgan Keegan Championships and The Cellular South Cup 2008 — профессиональный международный теннисный турнир, проводимый как ATP в серии International Gold, так и WTA в серии соревнований 3-й категории. Соревнования проходили с 24 февраля по 2 марта.
Прошлогодние победители:
- мужчины одиночки —  Томми Хаас
- женщины одиночки —  Винус Уильямс
- мужчины пары —  Эрик Буторак /  Джейми Маррей
- женщины пары —  Николь Пратт /  Брианн Стюарт

## Соревнования

### Одиночные турниры

#### Мужчины
Стив Дарси обыграл  Робина Сёдерлинга со счётом 6-3, 7-6(5).
- Дарси выигрывает 1й титул в году и 2й за карьеру.
- Сёдерлинг в 5й раз в карьере уступает финал одиночного соревнования ассоциации.

#### Женщины
Линдсей Дэвенпорт обыграла  Ольгу Говорцову со счётом 6-2, 6-1.
- Дэвенпорт выигрывает 2й титул в году и 55й за карьеру.
- Говорцова уступает свой дебютный финал на соревнованиях ассоциации.

### Парные турниры

#### Мужчины
Махеш Бхупати /  Марк Ноулз обыграли  Санчая Ративатану /  Сончата Ративатану со счётом 7-6(5), 6-2.
- Бхупати завоёвывает свой 1й титул в году и 42й за карьеру.
- Ноулз завоёвывает свой 1й титул в году и 48й за карьеру.

#### Женщины
Линдсей Дэвенпорт /  Лиза Реймонд обыграли  Анджелу Хейнс /  Машону Вашингтон со счётом 6-3, 6-1.
- Дэвенпорт выигрывает свой 1й титул в году и 37й за карьеру.
- Реймонд выигрывает свой 1й титул в году и 66й за карьеру.